# Расел Спрингс (Кентаки)
Расел Спрингс (енгл. Russell Springs) град је у америчкој савезној држави Кентаки.

## Демографија
По попису из 2010. године број становника је 2.441, што је 42 (1,8%) становника више него 2000. године.
| Група             | 2000.         | 2010.         |
| Белци             | 2.359 (98,3%) | 2.274 (93,2%) |
| Афроамериканци    | 4 (0,2%)      | 7 (0,3%)      |
| Азијати           | 11 (0,5%)     | 8 (0,3%)      |
| Хиспаноамериканци | 15 (0,6%)     | 109 (4,5%)    |
| Укупно            | 2.399         | 2.441         |